# Route nationale 17a (Madagascar)
Pour les articles homonymes, voir Route 17A.
La route nationale 17a (N 17a) est une route nationale s'étendant de Inanavy jusqu'à Benenitra à Madagascar, .

## Description
La route nationale 17a parcourt 99 km dans la région de Atsimo-Andrefana.
La N 17a bifurque de la RN 10 à Inanavy et se dirige vers l'est, traverse Bezaha et Belamoty et s'étend jusqu'à Benenitra.
La RN 17a longe la rive droite de la rivière Onilahy.

## Parcours
- Inanavy
- Bezaha
- Belamoty
- Benenitra